# Valentine Strudwick
Valentine Joseph Strudwick (Dorking, 14 de febrero de 1900-Boezinge, 14 de enero de 1916), también conocido como Joe Strudwick o Valentine Joe Strudwick, fue un soldado británico que sirvió en la Primera Guerra Mundial. Se alistó cuando tenía 14 años y fue uno de los soldados más jóvenes en morir en la guerra, con 15 años.

## Biografía

### Primeros años de vida
Valentine Joseph Strudwick nació en Dorking el día de San Valentín de 1900, hijo del jardinero Jesse Strudwick y de la lavandera Louisa Strudwick, y recibió su nombre de la festividad. Vivía con sus padres y cinco hermanos en Orchard Road. Asistió a la St Paul's School, pero dejó la escuela a los 13 años para trabajar en una cervecería en Croydon, según su padre.

### Servicio militar
En enero de 1915, a la edad de 14 años, Strudwick se alistó en el ejército para servir en la Primera Guerra Mundial, afirmando falsamente tener 18 años. Su padre dijo que había caminado desde su casa hasta Londres para alistarse, pero inicialmente fue rechazado. Posteriormente regresó y fue aceptado. Después de seis semanas de entrenamiento, fue enviado al Frente Occidental, desembarcando en Francia el 12 de agosto de 1915 como fusilero en el 8.º Batallón de la Brigada de Fusileros. Poco después de llegar, dos de sus amigos murieron en combate y Strudwick fue gaseado. Se recuperó en Sheerness durante tres meses antes de regresar al combate. El 14 de enero de 1916, un mes antes de cumplir 16 años, Strudwick fue muerto en combate por un proyectil cerca de Boezinge. Fue enterrado en el cementerio de Essex Farm.

## Conmemoración
En 1938, el Ottawa Citizen afirmó que Strudwick era el soldado británico más joven que había muerto en la Primera Guerra Mundial Esta afirmación se repitió a menudo, pero historiadores, como Aubrey Hudson y Robert Barnett, han confirmado la muerte de varios soldados jóvenes en la guerra, ambos asesinados cuando tenían 15 años.
La tumba de Strudwick en el cementerio de Essex Farm es visitada a menudo por grupos escolares británicos que recorren el Saliente de Ypres, quienes dejan amapolas conmemorativas y cruces de madera de la Legión Real Británica en su memoria. Strudwick también es recordado en el monumento a los caídos en la guerra de Dorking y en la iglesia de San Pablo, cerca de la escuela de San Pablo, donde a los estudiantes se les enseñó sobre él durante el centenario de la Primera Guerra Mundial.
El libro Valentine Joe de Rebecca Stevens, publicado en 2014, se basa libremente en la vida de Strudwick y fue escrito para lectores adolescentes.